# Sommer-Paralympics 2024/Teilnehmer (Elfenbeinküste)
| stlisierte Goldmedaille | stlisierte Silbermedaille | stlisierte Bronzemedaille |
| ----------------------- | ------------------------- | ------------------------- |
| —                       | —                         | —                         |

Die Elfenbeinküste entsandte für die Paralympischen Spiele 2024 in Paris drei Athleten.

## Teilnehmer

### Leichtathletik
| Athleten      | Wettbewerb  | Klassifizierung | Finale       | Finale | Rang |
| Athleten      | Wettbewerb  | Klassifizierung | Weite        | Rang   | Rang |
| ------------- | ----------- | --------------- | ------------ | ------ | ---- |
| Männer        |             |                 |              |        |      |
| Kah Michel Ye | Kugelstoßen | F41             | 10,46 m (PB) | 6      | 6    |
| Kah Michel Ye | Speerwurf   | F41             | 37,69 m (AR) | 4      | 4    |

AR: Area Record
PB: Persönliche Bestleistung

### Powerlifting (Bankdrücken)
| Männer         |                  |        |        |        |   |   |
| Adou Herve Ano | Klasse bis 80 kg | 186 kg | 190 kg | 191 kg | — | 7 |

### Taekwondo
| Athlet          | Wettbewerb    | Achtelfinale     | Achtelfinale | Viertelfinale | Viertelfinale | Halbfinale    | Halbfinale    | Hoffnungsrunde | Hoffnungsrunde | Kampf um Gold/Bronze | Kampf um Gold/Bronze | Rang |
| Athlet          | Wettbewerb    | Gegner           | Ergebnis     | Gegner        | Ergebnis      | Gegner        | Ergebnis      | Gegner         | Ergebnis       | Gegner               | Ergebnis             | Rang |
| --------------- | ------------- | ---------------- | ------------ | ------------- | ------------- | ------------- | ------------- | -------------- | -------------- | -------------------- | -------------------- | ---- |
| Männer          |               |                  |              |               |               |               |               |                |                |                      |                      |      |
| Bi Assamoa Boli | bis 70 kg K44 | M. Suarez Walker | 17:18        | ausgeschieden | ausgeschieden | ausgeschieden | ausgeschieden | ausgeschieden  | ausgeschieden  | ausgeschieden        | ausgeschieden        | 9    |